# José Rodrigues (escultor)
José Joaquim Rodrigues (Luanda, 28 de outubro de 1936 – Porto, 10 de setembro de 2016) foi um artista plástico português . José Rodrigues nasceu em Luanda mas viveu uma parte da sua infância em Alfândega da Fé, uma vila e sede de concelho, em Trás-os-Montes, Portugal. Tinha 25 anos quando regressou a Angola, mobilizado para combater na Guerra Colonial Portuguesa.
Realizou os seus estudos artísticos na Escola Superior de Belas-Artes do Porto, onde concluiu o curso de Escultura, em 1963. Este é também o ano em que ajuda a fundar a Cooperativa Árvore, uma cooperativa privada na cidade do Porto, com o objetivo de promover um novo modelo de ensino artístico, em arquitetura e belas-artes, capaz de romper com o academismo vigente, mais livre e colaborativo. Será presidente desta instituição por trinta anos. A par desta atividade foi professor de Escultura na ESBAP até 1998.
Com Armando Alves, Ângelo de Sousa e Jorge Pinheiro constituiu, em 1968, o grupo Os Quatro Vintes, todos artistas que irão marcar a introdução das vanguardas em Portugal a partir dos anos 1960. Este coletivo de artistas, que existiu até 1972, foi formado pela coincidência dos vinte valores dos seus membros no final do curso na Escola de Belas-Artes do Porto, e contribuiu de forma decisiva para um entendimento da arte contemporânea que se fazia em Portugal, a par do que se experimentava então no resto do mundo ocidental. Em 1973, José Rodrigues expôs na Bienal de S. Paulo, no Brasil.
O seu trabalho é multidisciplinar, alia à escultura áreas como a gravura, a medalhística, a cerâmica, a ilustração e a cenografia. De entre vários autores portugueses, ilustrou livros de Eugénio de Andrade, Jorge de Sena, Albano Martins e Vasco Graça Moura. Outra vertente do seu trabalho é a arte sacra, no âmbito da qual realizou uma série de "Cristos"
Foi um dos promotores da Bienal de Vila Nova de Cerveira,em 1978, em conjunto com Jaime Isidoro (1924-2009) e Henrique Silva (n. 1933), na vila onde também viveu, e onde criou ainda a Escola Profissional de Ofícios Artísticos.
A 9 de junho de 1994, foi agraciado com o grau de Grande-Oficial da Ordem do Infante D. Henrique.

## Arte Pública

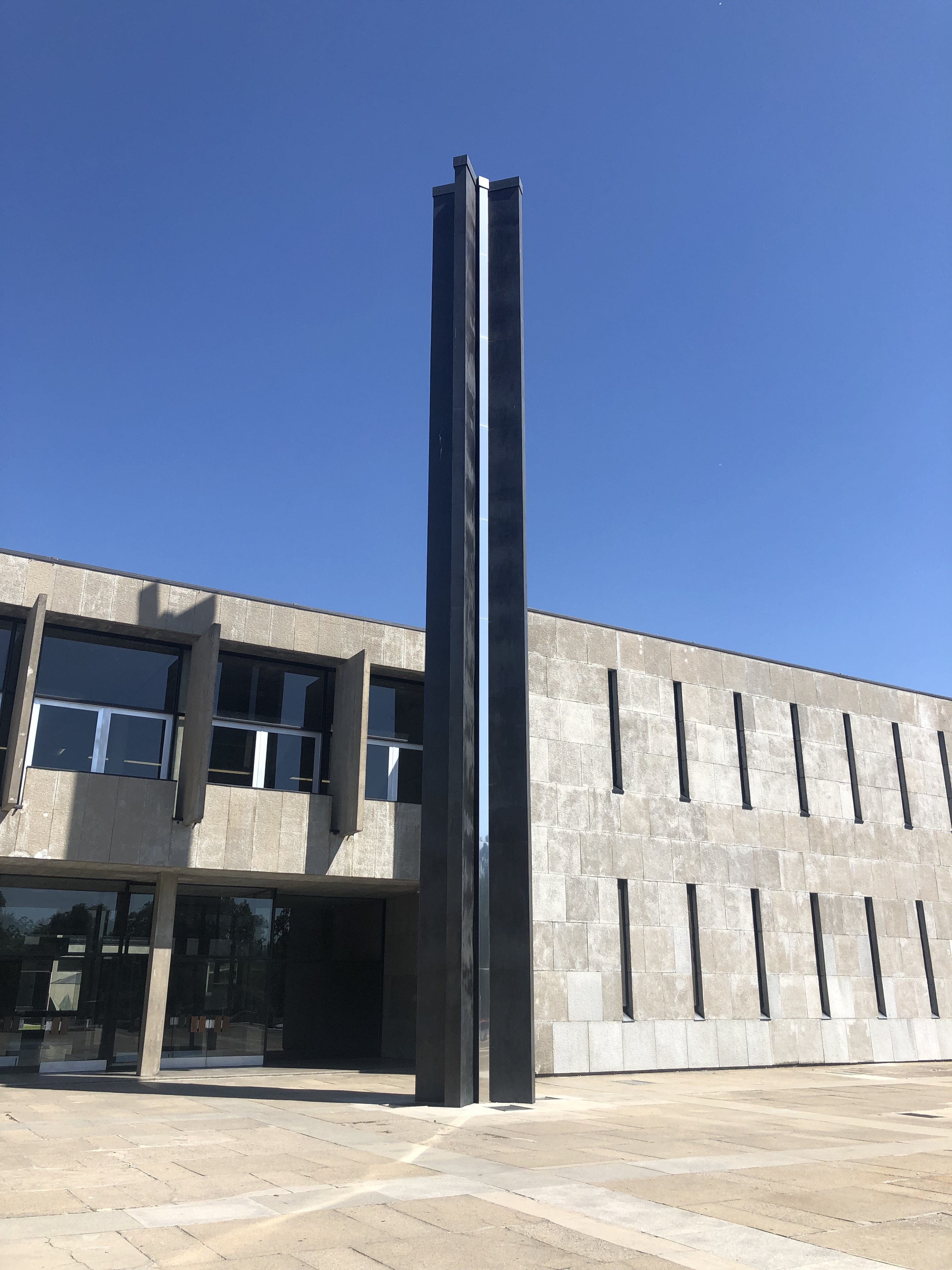
Obelisco (1974) de José Rodrigues na Faculdade de Economia da Universidade do Porto, Pólo Asprela.

Entre as suas obras mais conhecidas, destacam-se o Obelisco (1974), instalado à entrada da Faculdade de Economia da Universidade do Porto, no Pólo II (Asprela) da Universidade do Porto. Este é um elemento escultórico vertical em aço e bronze, integrado em conjunto arquitetónico da autoria do arquiteto Alfredo Viana de Lima. Este edifício é um marco no percurso histórico da arquitetura moderna portuguesa e está classificado como monumento de interesse público, desde 2013. A escultura minimalista de José Rodrigues reforça a estrutura arquitetónica sólida e monumental no seu entorno. A cor escura da superfície deste elemento escultórico também contrasta com o edificado em betão em que se integra. Apesar de apenas ter sido incluída em 1974 (data aproximada), a escultura já estava prevista nos primeiros estudos do projeto do arquiteto Viana de Lima, e que remontam a 1960.  

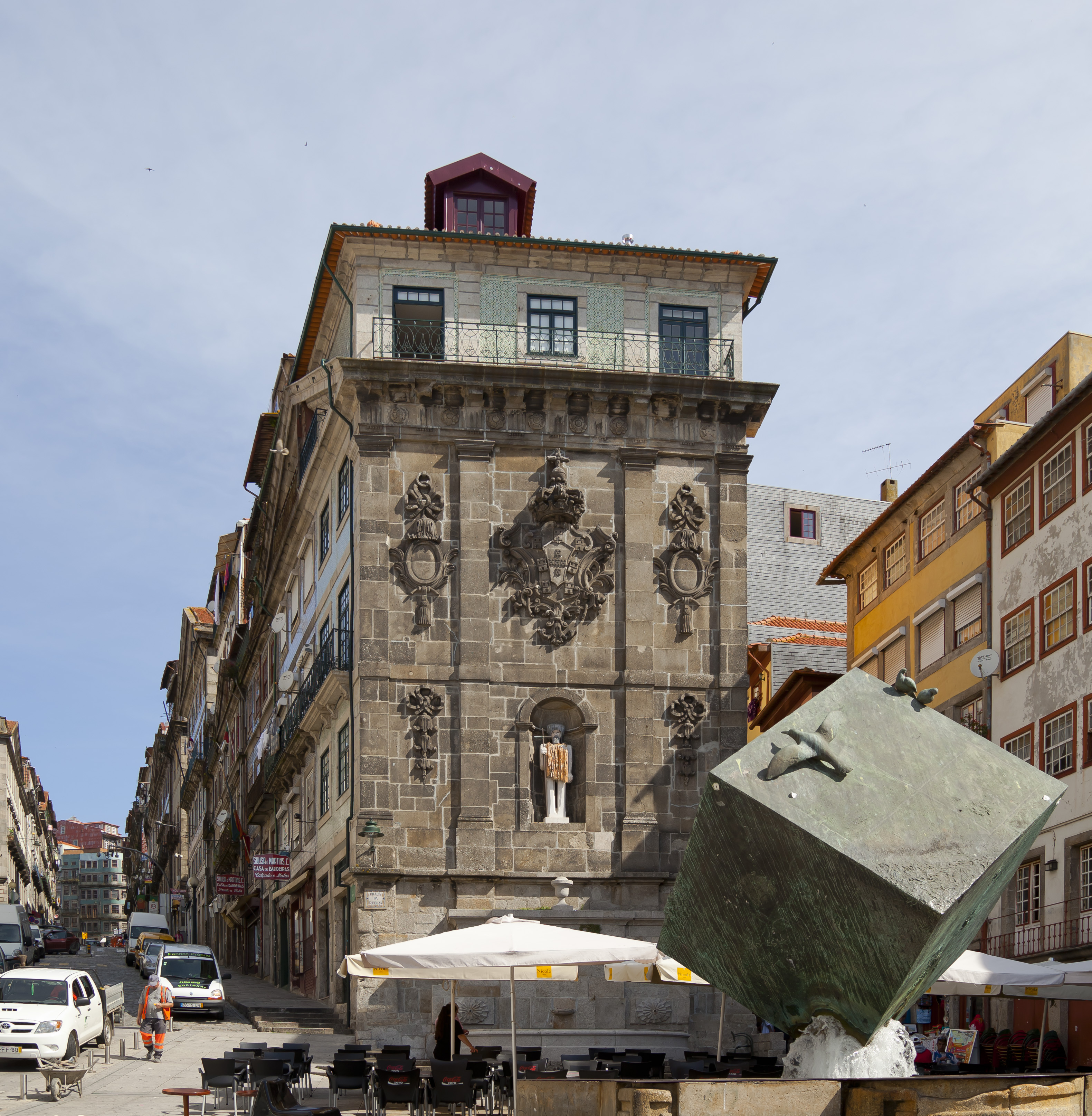
O Cubo de José Rodrigues, na Praça da Ribeira, Porto.

 O Cubo da Praça da Ribeira (1983), no Porto, viria a tornar-se um autêntico símbolo da cidade. Criado, a convite do arquiteto Viana de Lima, para assinalar o termo das obras de renovação da Praça da Ribeira, no Centro Histórico do Porto. Na altura da sua instalação, originou grande polémica. Trata-se de um cubo em bronze apoiado sobre um dos seus vértices integrado num tanque quadrangular feito em betão, sobre uma base de granito. Este tanque integra três blocos de pedra do século XVII, que terão feito também parte de uma fonte, encontrados na praça durante as suas obras de reabilitação, e que remetem para a história do lugar. As faces do cubo em bronze têm inscritos elementos vegetalistas e algumas pombas. Atualmente é o elemento escultórico que dá, informalmente, o nome ao local onde está instalado "Praça do Cubo". 

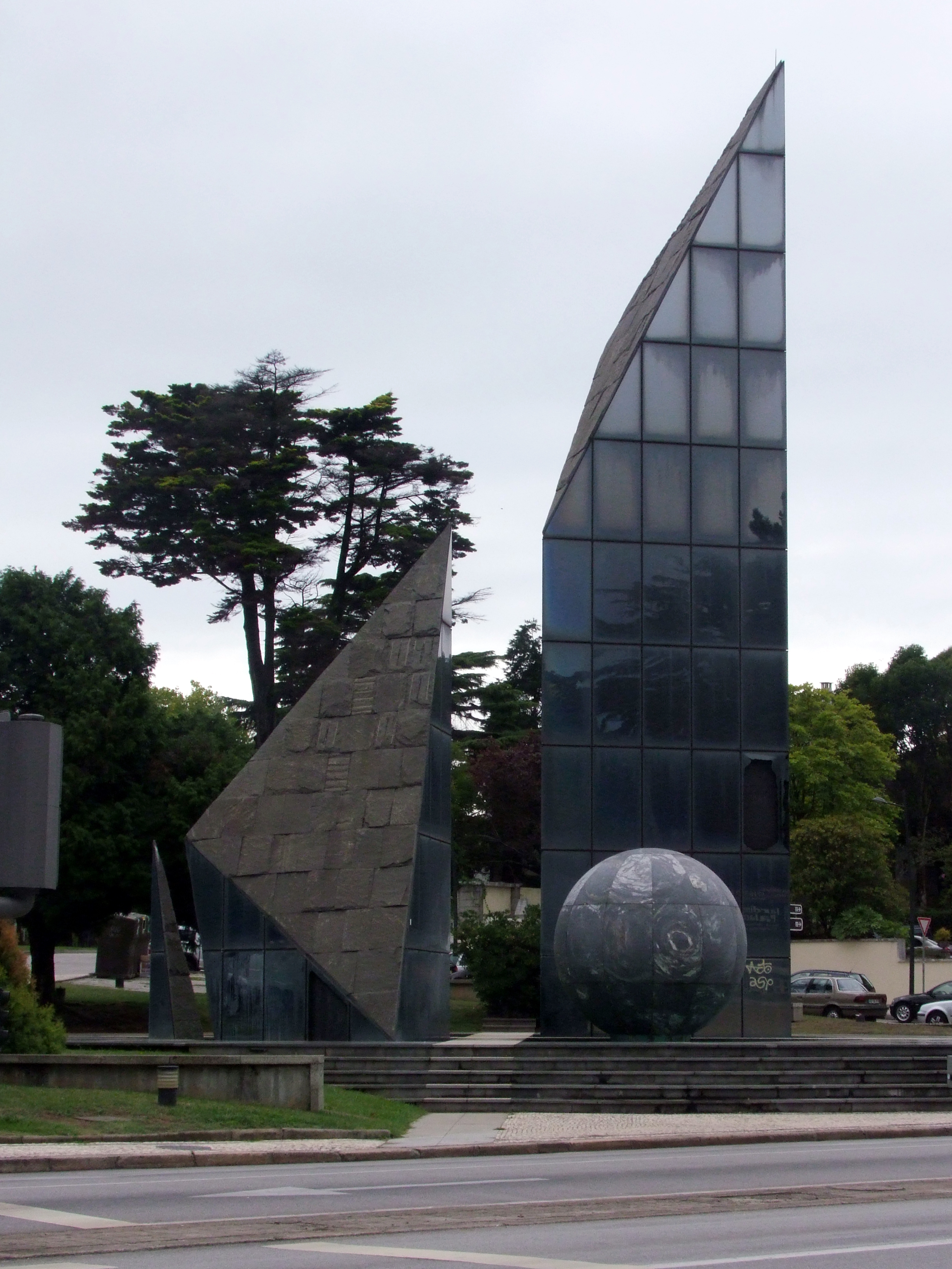
Monumento ao Empresário de José Rodrigues na junção da Avenida da Boavista com a Avenida Marechal Gomes da Costa, Porto.

 Outro monumento emblemático e polémico na cidade do Porto da sua autoria é o Monumento ao Empresário (1993), criado em Homenagem ao Empresário Português a convite da então Associação Industrial Portuense. Situado na junção da Avenida da Boavista com a Avenida Marechal Gomes da Costa. O conjunto escultórico constitui-se por uma esfera em mármore de Estremoz raiado com 3,5 metros de diâmetro; um prisma irregular com 20 metros de altura e uma base irregular equilátera de 6 metros de lado; um prisma irregular com 10 metros de altura e uma base irregular equilátera de 5 metros de lado; uma pirâmide de 4 metros de altura e uma base triangular equilátera de 1 metro de lado. O conjunto é ainda completado, por vezes, com efeitos de água e luz.
Com as obras do Metrobus, o monumento foi desmontado e remontado em 2024 em uma rotunda na Avenida 25 de Abril, em Campanhã.
As esculturas e os monumentos de José Rodrigues inovam por terem um cariz mais conceptual, materializando-se tanto através de elementos próximos da figuração como da abstracção. As suas obras são por isso ecléticas e para além da cidade do Porto, encontram-se em várias cidades Portuguesas, tais como, Paços de Ferreira, Arcos de Valdevez, Paredes de Coura, Viana do Castelo, Vila do Conde, Ovar, Vila Nova de Cerveira, Barcelos, Bragança, Barcelos, Valença e Fátima. Uma parte considerável da sua obra pública está disponível no Museu Digital da U.Porto.  
O artista também tem esculturas em Angola, Macau, Estados Unidos e no Brasil. 

## Cenografia
Enquanto cenógrafo colaborou com cerca de 21 encenadores e com o Teatro Universitário do Porto, o Teatro Experimental do Porto, a Seiva Trupe, o Teatro Experimental de Cascais, o Grupo de Teatro Hoje, o Teatro D.Maria II e ainda a Companhia Nacional de Teatro da Galiza e a Companhia de Teatro de Madrid. Realizou mais de cinquenta projetos cenográficos. A exposição "Poesia do Espaço. Espaços Cénicos de José Rodrigues", realizada no Convento San Payo, em Vila Nova da Cerveira, em 2011, com curadoria de Jorge Pinto, apresentou várias das maquetes dos cenários que o artista fez para teatro. Em 2016, quinze das suas maquetes de cenografia também foram objeto de uma exposição, primeiramente inserida na programação do FITEI e mais tarde itinerante, que passou pela Galeria da ESAP, Porto, pelo Teatro Gil Vicente, em Barcelos, pelo Museu do Traje em Viana do Castelo e a Casa da Cultura Mestre José Rodrigues, em Alfândega da Fé.
- 1999 — Frei Luís de Sousa, pela Companhia do Teatro Nacional D. Maria II
- 1997 — Henriqueta Emília da Conceição, pelo TEP - Teatro Experimental do Porto
- 1996 — O Crime da Aldeia velha, pela Companhia do Teatro Nacional D. Maria II
- 1996 — Terra de Lobos, pelo Teatro do Noroeste
- 1996 — Cenário para a cerimónia de classificação da cidade do Porto como Património da Humanidade, Câmara Municipal do Porto
- 1988 — Antígona, pela Seiva Trupe
- 1986 — A birra do morto, pelo TEP - Teatro Experimental do Porto
- 1986 — Eróstrato, pela Seiva Trupe
- 1984 — Toda a nudez será castigada, pela Seiva Trupe
- 1982 — A história do jardim zoológico, pela Cena-Companhia de Teatro de Braga
- 1979 — Yerma, pelo TEP - Teatro Experimental do Porto
- 1979 — Restos, pelo Seiva Trupe
- 1979 — Confissão, pelo Seiva Trupe
- 1979 — O Casaco encantado, pelo TUP - Teatro Universitário do Porto
- 1979 — A agonia do defunto, pelo TEP - Teatro Experimental do Porto
- 1978 — Perdidos Numa Noite Suja de Plínio Marques, pela Seiva Trupe
- 1978 — PAs Histórias de Hakim, pelo TEP - Teatro Experimental do Porto
- 1977 — Os Preços, pelo TEP - Teatro Experimental do Porto
- 1976 — O Soldado e O General de Roberto Merino, pelo TEP - Teatro Experimental do Porto
- 1976 — As Artimanhas de Scapino, pelo TEP - Teatro Experimental do Porto
- 1975 — O Farruncha, pelo TEP - Teatro Experimental do Porto
- 1972 — A Casa de Bernarda Alba de Federico García Lorca, pelo TEP - Teatro Experimental do Porto
- 1970 — O Cábula, pelo Círculo Portuense de Ópera
- 1968 — Rita, pelo Círculo Portuense de Ópera
- 1965 — Desperta e Canta de Clifford Odets, pelo TEP - Teatro Experimental do Porto

## Fundação José Rodrigues
Em 2009, José Rodrigues adquiriu e recuperou uma antiga fábrica de chapéus — a Fábrica Social —, situada na freguesia de Santo Ildefonso, no Porto. Fundada em 1842, era uma das três fábricas de chapéus em funcionamento, na altura, no Porto. Em 1908, foi-lhe atribuída o título de Real Fábrica Sociale resistiu como fábrica de tecelagem, produção de plásticos e outros materiais, até 1986. A implantação deste complexo fabril no centro da cidade é característica da época, constituída pelos hangares de produção, pelo contíguo bairro que acolhia os operários, pela casa do proprietário, e de um jardim e quintal para produção de uma horta. Desde que foi adquirida pelo artista, integraram este espaço, a Fundação do Escultor José Rodrigues, um núcleo de ateliers de artistas, salas de exposição, galeria de arte, de graffiti, e espaços ligados a funções culturais e sociais. Em 2020, a Fábrica Social foi vendida ao Grupo Ferreira, dando lugar ao empreendimento “Porto Arts Square”, em construção. A sede da Fundação José Rodrigues mantém-se no local, partilhando esta área com espaços comerciais e espaços de habitação.

## Prémios
- 2010 — Prémio de Artes do Casino da Póvoa
- 1994 — Prémio “Tendências de Arte Contemporânea em Portugal”, Câmara Municipal de Santa Maria da Feira
- 1990 — Prémio Soctip “Artista do Ano"
- 1980 — Prémio de Escultura da Bienal de Arte de Vila Nova de Cerveira
- 1972 — Prémio da Imprensa para Melhor Espaço Cénico em Lisboa